# ماتهیل
ماتهیل (به انگلیسی: Muthill) یک روستا در بریتانیا است که در پرت و کینروس واقع شده‌است. ماتهیل ۶۷۵ نفر جمعیت دارد.